# Clovis Cornillac

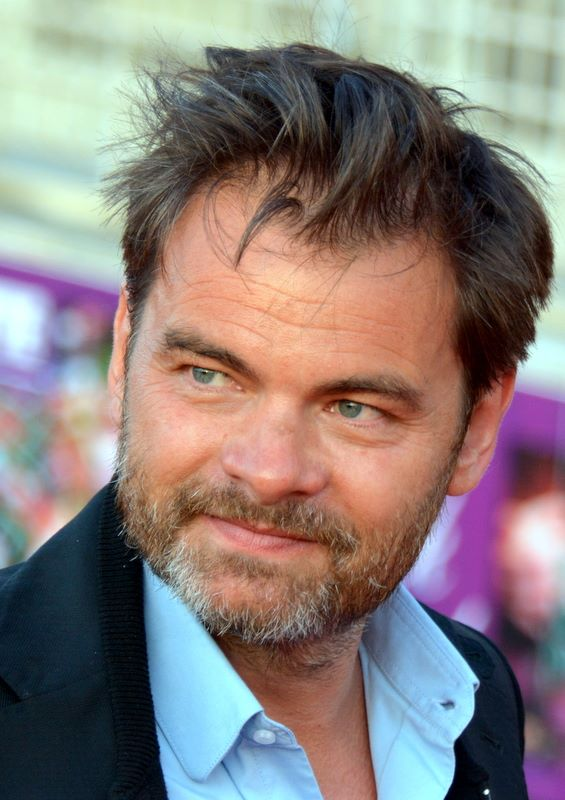
Clovis Cornillac

Clovis Cornillac (* 16. August 1968 in Lyon) ist ein französischer Theater- und Filmschauspieler und Regisseur.

## Leben und Karriere
Cornillac wurde als Sohn des Schauspielerpaares Myriam Boyer und Roger Cornillac geboren. Als Jugendlicher spielte er Theater. Sein Debüt im Kino hatte Cornillac im Jahr 1985 in Robin Davis Outlaws. Für seine Nebenrollen in Karnaval (1998) und À la petite semaine (2003) wurde er für einen César nominiert und für die Komödie Lügen & lügen lassen (2004) schließlich ausgezeichnet. 2007 spielte er „Asterix“ in der Realverfilmung Asterix bei den Olympischen Spielen. Sein Schaffen für Film und Fernsehen umfasst mehr als 100 Produktionen.
Cornillac war bis 2010 mit der Schauspielerin Caroline Proust verheiratet und hat zwei Töchter.

## Filmografie
- 1985: Outlaws (Hors-la-loi)
- 1988: Il y a maldonne
- 1988: Die unerträgliche Leichtigkeit des Seins (The Unbearable Lightness of Being)
- 1988: Schwellenjahre (Les années sandwiches)
- 1992: Die Baskenmütze (Bonne chance Frenchie, Miniserie, 3 Folgen)
- 1994: Kommissar Navarro (Navarro, Fernsehserie, 1 Folge)
- 1998: Karnaval
- 2001: Grégoire Moulin gegen den Rest der Welt (Grégoire Moulin contre l’humanite)
- 2002: Maléfique – Psalm 666 (Maléfique)
- 2003: À la petite semaine
- 2003: Nicht zu verheiraten (Vert paradis)
- 2004: Lügen & lügen lassen (Mensonges et trahisons et plus si affinités...)
- 2004: Mathilde – Eine große Liebe (Un long dimanche de fiançailles)
- 2005: Cool Waves – Brice de Nice (Brice de Nice)
- 2005: Sky Fighters (Les chevaliers du ciel)
- 2005: Der Preis der Freundschaft (Gris blanc)
- 2006: Die Schlange (Le serpent)
- 2006: Les brigades du tigre
- 2006: Poltergay
- 2007: Lügen & lügen lassen (Mensonges et trahisons et plus si affinités...)
- 2007: Scorpion – Der Kämpfer (Scorpion)
- 2007: Eden Log
- 2008: Asterix bei den Olympischen Spielen (Astérix aux jeux olympiques)
- 2008: The Protocol – Jeder Tod hat seinen Preis (Le nouveau protocole)
- 2008: Paris, Paris – Monsieur Pigoil auf dem Weg zum Glück (Faubourg 36)
- 2008: Ca$h (Cash)
- 2009: Kommissar Bellamy (Bellamy)
- 2010: L’amour, c’est mieux à deux
- 2010: Nix zu verhaften (Protéger & servir)
- 2010: 600 Kilo pures Gold! (600 kilos d’or pur)
- 2011: Mister Bob
- 2011: Requiem for a Killer (Requiem pour une tueuse)
- 2012: Mes héros
- 2015: Mit dem Herz durch die Wand (Un peu, beaucoup, aveuglément)
- 2017: Belle und Sebastian – Freunde fürs Leben (Belle et Sébastien 3, le dernier chapitre)
- 2018: Les Chatouilles
- 2020: Plötzlich aufs Land – Eine Tierärztin im Burgund (Les vétos)
- 2021: C’est magnifique!
- 2022: Couleurs de l’incendie
- 2024: Was ist schon normal?: Lucien „la Fraise“ Mounier / Orpi